# Señor de la Soledad
El Señor de la Soledad es una figura de Cristo propia de Huaraz, en Perú, considerada el patrón de la ciudad.

## Historia

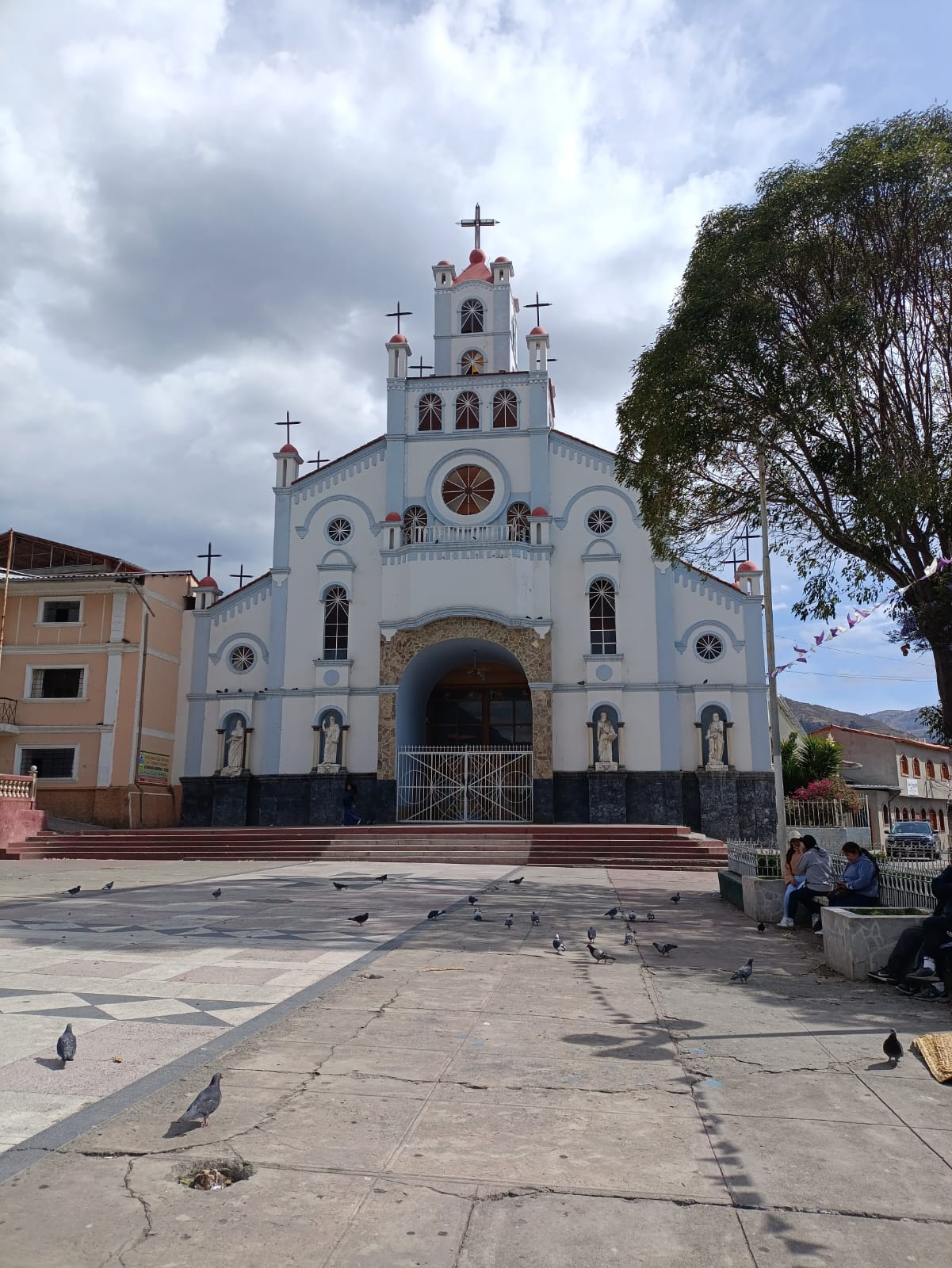
Santuario del Señor de la Soledad en Huaraz

El Señor de la Soledad es considerado patrón y protector de Huaraz. Según la historia, cuando Huaraz era tan solo un asentamiento una anciana viajaba diariamente a una de las lagunas cercanas para reolectar hierbas para sus animales. Un día, al llegar a la laguna, se encontró con que no había hierbas que recolectar pero sí un intenso aroma a azucenas. Asustada por la ausencia de hierbas, comenzó a escarbar en el lugar y encontró la figura de un cristo crucificado. Inmediatamente, se dice que la mujer se puso a rezar y luego se dirigió al pueblo para contarles a los demás su descubrimiento. 
Según la historia, los habitantes de Huaraz trasladaron la imagen fragante hasta la iglesia, pero esta desapareció al día siguiente. Cuando se trasladaron a la laguna de nuevo, volvieron a encontrar la imagen allí. Y así continuó el ciclo por varios días. Un día, la anciana le preguntó al Cristo por qué volvía siempre al mismo lugar y este le respondió, diciéndole que ese lugar le daba paz, que volver todos los días lo agotaba y que quería que le construyeran un templo allí. 
Los habitantes del pueblo hicieron caso al deseo del Cristo y construyeron un pequeño templo en aquel lugar alejado, razón por la cual le pusieron "Señor de la Soledad". Con el tiempo la laguna se secó y el altar que albergaba el Cristo se hizo grande.

## Celebración

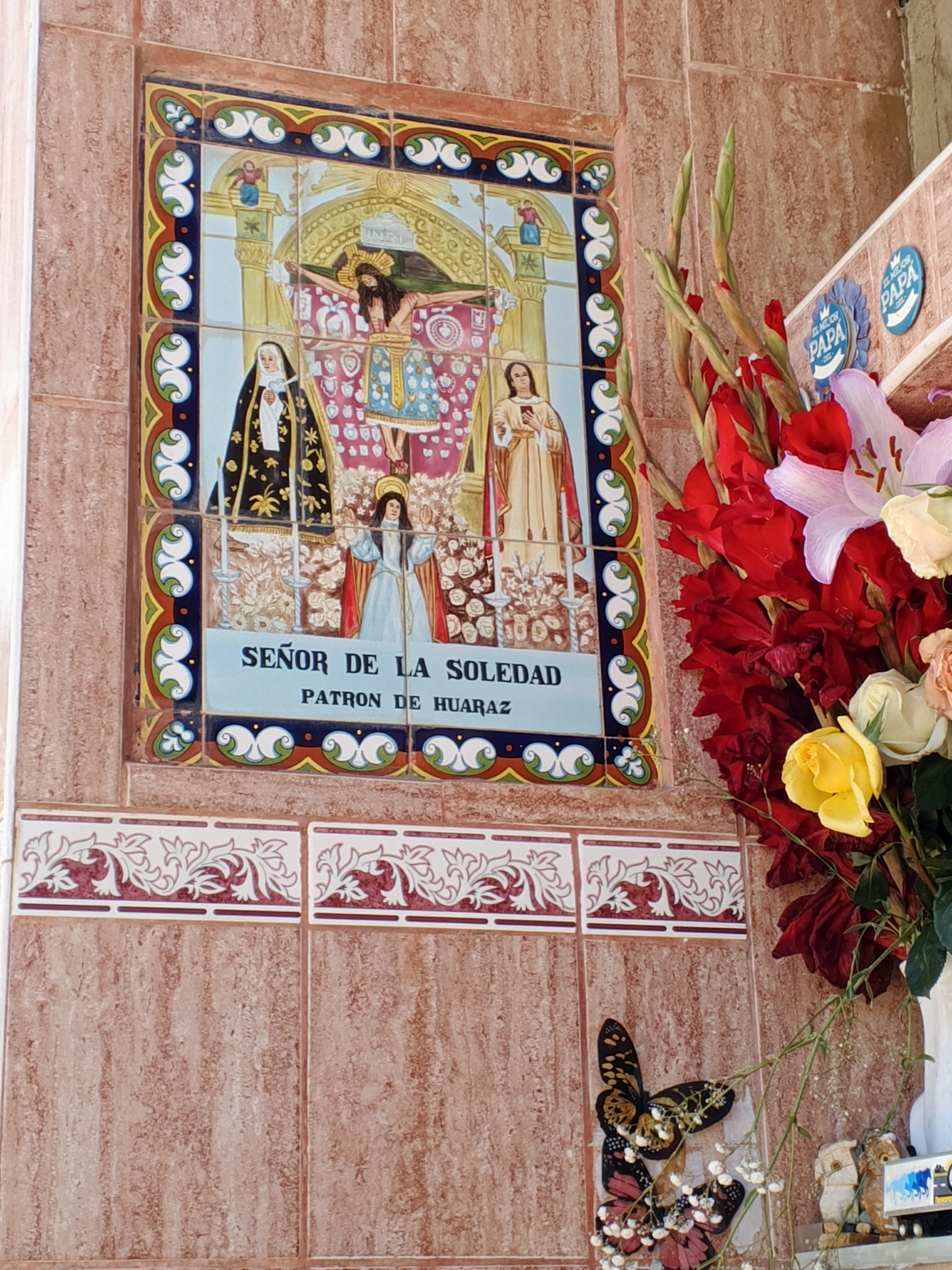
Representación del Señor de la Soledad en una lápida del cementerio de Huaraz

La fiesta del Señor de la Soledad se realiza anualmente en Huaraz en el mes de mayo, entre los días 1 y12. Esta celebración se considera la más importante de Áncash. En ella se desarrollan procesiones, misas y danzas folklóricas acompañadas de fiestas gastronómicas y música en vivo. La imagen del Señor de la Soledad está albergada en el Santuario Señor de la Soledad y se saca en procesión en estas fechas. El Santuario fue reconstruido luego del terremoto de 1970.En la fiesa bailan los shacshas, danza declarada Patrimonio Cultural de la Nación.